# Лицарі Зодіаку
«Лицарі Зодіаку» (англ. Knights of the Zodiac), в Японії відомий під назвою «Saint Seiya: The Beginning» (яп. 聖闘士星矢 The Beginning, Хепберн: Seinto Seiya Za Biginingu) — фентезійний фільм 2023 року режисера Томаша Багінського за сценарієм Джоша Кемпбелла, Метта Стюекена та Кіля Мюррея. Фільм засновано на манзі «Saint Seiya» Масамі Курумади. У фільмі знялися Маккен'ю Арата, Медісон Айсмен, Шон Бін і Фамке Янссен.
Фільм було випущено в Японії 28 квітня, а у США — 12 травня 2023 року.

## Сюжет
Коли богиня війни перевтілюється в тіло молодої дівчини, вуличний сирота Сея дізнається, що йому судилося захистити її та врятувати світ. Але лише за умови, що він зможе зустрітися з власним минулим і стати Лицарем Зодіаку.

## У ролях
- Маккенью — Сея, Лицар Пегас
- Фамке Янссен — Ґураад
- Медісон Айсмен — Сієнна / Атена
- Дієґо Тіноко — Неро, Лицар Фенікс
- Марк Дакаскос — Милок
- Нік Стал — Кассій
- Шон Бін — Алман Кіддо
- Кейтлін Гатсон — Марін, Лицар Орел
- ТіДжей Сторм — Докрейтс

## Виробництво
Творець манги Saint Seiya Масамі Курумада хотів екранізувати її у вигляді повнометражного фільму майже стільки ж, скільки працював над мангою, і 2016 року Toei Animation вперше повідомила, що ведеться розробка такої live-action адаптації. Пізніше, у травні 2017 року, Toei дала проєкту зелене світло, а режисером став Томаш Багінський. Спочатку проєкт мав бути спільним із Sony Pictures і китайською компанією A Really Good Film Company, яка згодом вийшла з проєкту. Оригінальний сценарій був адаптований Джошем Кемпбеллом і Меттом Стюекеном, з подальшими доповненнями Кіля Мюррея. Акторський склад було оголошено у вересні 2021 року, до нього увійшли Маккенью Арата, Медісон Айсмен, Шон Бін, Дієго Тіноко, Фамке Янссен, Нік Стал і Марк Дакаскос.

## Прем'єра
Фільм вийшов у прокат у Латинській Америці 27 квітня 2023 року, а 28 квітня — в Японії. У США фільм вийшов у прокат 12 травня.